# Morón (Bataán)
Morón es un municipio de cuarta clase de la provincia de Bataán, Filipinas. De acuerdo con el censo del 2007, tiene una población de 27,119 en 4204 hogares. La alcaldesa es la Doctora Linao y el vicealcalde Jaime Bugay.

## Barangays
Morong está políticamente subdividida en 5 barangays.
- Binaritán
- Mabayo
- Nagbalayong
- Población
- Sabang

## Resorts turísticos
Beach Resorts
- Dorothy Beach Resort
- Juness Beach Resort
- Bataan White Corals Beach Resort
- Coral view Beach Resort
- Morong Star Beach Resort
- Waterfront Beach Resort
- Delia's Beach Resort
- Avell Beach Resort
- Erc Beach Resort
- Anvaya cove beach resort